# Rocksteady Studios
Rocksteady Studios Limited es un estudio británico de desarrollo de videojuegos con sede en Londres. Fundado el 13 de diciembre de 2004, es conocido por su trabajo en la saga Batman: Arkham. La compañía es una filial de Warner Bros. Games.

## Historia
Rocksteady Studios fue fundado por Jamie Walker y Sefton Hill, exdirector creativo y jefe de producción de Argonaut Games. La editora SCi Entertainment colaboró con Argonaut Games en el juego Roll Call hasta que la desarrolladora cerró a finales de 2004. Walker y Hill fundaron Rocksteady el 13 de diciembre de 2004. En enero de 2005, SCi anunció que había asignado Roll Call al estudio naciente, que para ese momento empleaba a 20 personas, en su mayoría ex empleados de Argonaut Games, en sus oficinas del norte de Londres. La editorial adquirió el 25,1% de las acciones de Rocksteady y prestó al estudio 250.000 libras esterlinas. Roll Call pronto pasó a llamarse Zero Tolerance: City Under Fire y luego Urban Chaos: Riot Response. Fue lanzado en 2006 para PlayStation 2 y Xbox.
Después de que SCi (que luego pasó a llamarse Eidos) obtuviera los derechos para crear un juego de Batman en la primavera de 2007, se acercaron a Rocksteady, que presentó su versión de la licencia de Batman y, en mayo de 2007, habían comenzado a desarrollar el concepto de Batman: Arkham Asylum, cuya producción completa comenzó en septiembre de 2007. El éxito comercial y crítico del juego llevó a la editorial Warner Bros. Interactive Entertainment (WBIE) a adquirir una participación mayoritaria no revelada en Rocksteady en febrero de 2010. El grupo de empresas Warner Bros. también incluía a DC Comics, el licenciante de Batman. Eidos mantuvo su participación del 25,1% y su representación en el consejo de administración. Tras Arkham Asylum, Rocksteady lanzó Batman: Arkham City en 2011 y Batman: Arkham Knight en 2015, ambos aclamados por la crítica. El estudio también experimentó con la realidad virtual en 2016, con el lanzamiento del juego derivado Batman: Arkham VR para PlayStation VR. Ese mismo año, Rocksteady comenzó a trabajar en un juego multijugador de resolución de puzles con el nombre en clave Stones. Este título pronto se archivó, ya que Warner Bros. le encargó al estudio crear un título multijugador basado en el Escuadrón Suicida de DC Comics.
En agosto de 2020, Rocksteady anunció su próximo juego titulado Suicide Squad: Kill the Justice League. El juego había estado en producción en Rocksteady desde 2017, quienes se hicieron cargo del desarrollo luego de la cancelación de la iteración anterior en WB Games Montréal a fines de 2016. A lo largo de siete años de desarrollo, el estudio tuvo dificultades para sacar adelante el juego, ya que tenía muy poca experiencia en su género, lo que resultó en varios aplazamientos. Se había insinuado un juego de Suicide Squad al final de Batman: Arkham Origins (desarrollado por WB Games Montreal), y en los años desde que se lanzó Batman: Arkham Knight, se rumoreaba que Rocksteady estaba trabajando en un juego de Suicide Squad. El juego Suicide Squad se ambienta cinco años después de los eventos de Arkham Knight y se lanzó en febrero de 2024.
The Guardian informó en agosto de 2020 que el estudio no había abordado los problemas relacionados con el acoso sexual y el comportamiento inapropiado que más de la mitad de las empleadas habían escrito a los ejecutivos del estudio en una carta de noviembre de 2018. Esas acciones incluían "insultos hacia la comunidad transgénero", "hablar de una mujer de forma despectiva o sexual con otros colegas" y acoso sexual "en forma de insinuaciones no deseadas, miradas lascivas a partes del cuerpo de una mujer y comentarios inapropiados en la oficina". Rocksteady declaró a The Guardian: «En 2018, recibimos una carta de algunas de nuestras empleadas expresando las preocupaciones que tenían en ese momento, e inmediatamente tomamos medidas firmes para abordar los asuntos planteados. Durante los dos años siguientes, hemos escuchado atentamente a nuestras empleadas y aprendido de ellas, trabajando para garantizar que cada persona del equipo se sienta apoyada». En 2020 estamos más apasionados que nunca por seguir desarrollando nuestra cultura inclusiva y estamos decididos a defender a todo nuestro personal”. Al día siguiente, Rocksteady publicó en las redes sociales lo que afirmó ser una carta "no solicitada" escrita por algunos de los empleados que habían firmado la carta de 2018, refutando las afirmaciones informadas en The Guardian.
A finales de 2022, los cofundadores Jamie Walker y Sefton Hill dejaron Rocksteady tras más de 18 años en la compañía y durante el desarrollo de Escuadrón Suicida: Kill the Justice League. En enero de 2024, formaron una nueva compañía llamada Hundred Star Studios, compuesta únicamente por 100 veteranos de la industria y talentos emergentes. Nathan Burlow y Darius Sadeghian fueron promovidos para reemplazarlos.
Desde 2024, Rocksteady seguirá apoyando a Kill the Justice League durante el primer año del juego y también está ayudando en el desarrollo de un corte del director para Hogwarts Legacy. En mayo de 2024, Warner Bros. reveló que el juego anterior sufrió una pérdida de aproximadamente 200 millones de dólares. En septiembre, empleados anónimos dijeron a Eurogamer que el equipo de control de calidad de Rocksteady había sufrido un despido, lo que redujo la plantilla del equipo a la mitad, como resultado de las bajas ventas del juego. El estudio sufrió otro despido antes de fin de año, esta vez en los equipos de programación y artistas, así como más personal de control de calidad.

## Juegos desarrollados
| Año  | Títulos                                | Plataformas                                                                                        |
| ---- | -------------------------------------- | -------------------------------------------------------------------------------------------------- |
| 2006 | Urban Chaos: Riot Response             | PlayStation 2, Xbox                                                                                |
| 2009 | Batman: Arkham Asylum                  | macOS, Microsoft Windows, Nintendo Switch, PlayStation 3, PlayStation 4, Xbox 360, Xbox One        |
| 2011 | Batman: Arkham City                    | macOS, Microsoft Windows, Nintendo Switch, PlayStation 3, PlayStation 4, Wii U, Xbox 360, Xbox One |
| 2015 | Batman: Arkham Knight                  | Microsoft Windows, Nintendo Switch, PlayStation 4, Xbox One                                        |
| 2016 | Batman: Arkham VR                      | Microsoft Windows, PlayStation 4                                                                   |
| 2024 | Suicide Squad: Kill the Justice League | Microsoft Windows, PlayStation 5, Xbox Series X/S                                                  |